# Pietro Cerullo
Pietro Cerullo (Ravenna, 29 giugno 1936) è un politico italiano.

## Biografia
Responsabile del "Raggruppamento giovanile studenti e lavoratori" del Movimento Sociale Italiano, nel 1971 fu promotore insieme a Massimo Anderson della fusione dei due gruppi giovanili della destra, Giovane Italia e Raggruppamento Giovanile studenti e lavoratori, che diede vita al Fronte della Gioventù, di cui divenne presidente.
Dal 1972 fu parlamentare nella VI e VII legislatura nelle file prima del Movimento Sociale Italiano - Destra Nazionale,  poi in quelle degli scissionisti di Democrazia Nazionale, di cui fu il terzo e ultimo segretario nazionale, dall'aprile al dicembre 1979, data di scioglimento del partito causa l'insuccesso alle politiche del giugno 1979, alle quali Democrazia Nazionale non ottenne alcun seggio.
Al contrario di molti suoi colleghi di Democrazia Nazionale, nel 1994 riuscì a tornare alla Camera dei deputati eletto con la Lega d'Azione Meridionale, aderendo poi al gruppo parlamentare di centro-destra Federalisti e Liberaldemocratici capeggiato da Raffaele Costa e di cui Cerullo fu capogruppo alla Camera. 
Nel 1996, questa volta nelle file del Polo per le Libertà, ritentò l'elezione a Montecitorio, sempre nel collegio di Taranto, ma venne battuto proprio dall'ex collega e leader della Lega d'Azione Meridionale Giancarlo Cito.

## Opere
- Per una casa comune, in:  Massimo Anderson, I percorsi della Destra, intervista di Gennaro Ruggiero, prefazione di Marcello Veneziani, Napoli, Controcorrente Edizioni, 2003.